# Snårmyrpitta
Snårmyrpitta (Myrmothera dives) är en fågel i familjen myrpittor inom ordningen tättingar.

## Utseende och läte
Snårmyrpittan är en typisk myrpitta med knubbig kropp, kraftiga ben och mycket kort stjärt. Den skiljer sig från andra arter i familjen genom fylligt roströda flanker och mörkare streckning på bröstet. Sången består av en snabb serie stigande visslingar.

## Utbredning och systematik
Snårmyrpittan förekommer huvudsakligen i Centralamerika, men även i norra Colombia. Den delas in i tre underarter med följande utbredning:
- Myrmothera dives dives – förekommer i karibiska sluttningen från nordöstra Honduras till Costa Rica
- Myrmothera dives flammulata – förekommer i karibiska sluttningen i västra Panama (Bocas del Toro)
- Myrmothera dives barbacoae – förekommer i låglandet i östra Panama (Darién) och västra Colombia (Nariño)

### Släktestillhörighet
Snårmyrpitta placerades, liksom de nära släktingarna vittyglad myrpitta och amazonmyrpitta, tidigare i släktet Hylopezus. Genetiska studier visar dock att de står närmare Myrmothera och förs därför dit.

## Levnadssätt
Snårmyrpitta hittas i låglänta miljöer upp till 900 meters höjd. Den föredrar täta och snåriga buskage kring rinnande vattendrag och fallna träd, men kan också ses vid skogsbryn och inne i intilliggande plantage. Arten är skygg och mycket svår att få syn på, varför den hörs långt oftare än ses.

## Status och hot
Arten har ett stort utbredningsområde, men tros minska i antal, dock inte tillräckligt kraftigt för att den ska betraktas som hotad. Internationella naturvårdsunionen IUCN listar arten som livskraftig (LC). Beståndet uppskattas till i storleksordningen 50 000 till en halv miljon vuxna individer.